# Кубок Первого канала по фигурному катанию среди юниоров 2023
Кубок Первого канала по фигурному катанию среди юниоров 2023 — командное соревнование по фигурному катанию, организуемое Федерацией фигурного катания на коньках России совместно с «Первым каналом». Первое мероприятие состоялось 9 декабря 2023 года в ледовом дворце «Центральный» в Калуге.

## История
Решение о проведении Кубка Первого канала по фигурному катанию среди юниоров было принято в связи с переносом чемпионата России по прыжкам 2024 на более поздний срок. Турнир был включён в календарь соревнований за месяц до проведения.
Участники турнира разделены на две команды — команда фиолетовых («Лезвие славы») и команда оранжевых («Конёк удачи»). Капитаном фиолетовых стал танцор Артём Фролов, капитаном оранжевых — одиночник Арсений Федотов. Наставником фиолетовых стала Анна Щербакова, наставником оранжевых — Елизавета Туктамышева. Ведущими стали Камила Валиева и Максим Траньков.
Участники выступали только с произвольными программами. Оценки начислялись по олимпийской системе.
С отдельными показательными номерами выступили фигуристы Алина Загитова, Максим Траньков, Камила Валиева, Анна Щербакова, Елизавета Туктамышева, Марк Кондратюк, Евгения Тарасова и Владимир Морозов, Виктория Синицина и Никита Кацалапов, Александра Степанова и Иван Букин.
Победителем турнира стала команда фиолетовых, обыграв команду оранжевых со счётом 80:78. Победители получили приз в 1,5 млн рублей, занявшие второе место — 1 млн рублей. Также команда фиолетовых получила приз зрительских симпатий.

## Участники
|                | Лезвие славы | Конёк удачи |
| Мужчины        | - Николай Угожаев - Эдуард Карартынян - Лев Лазарев Запасные: - Александр Семков                                          | - Арсений Федотов (К) - Иван Рамзенков - Никита Малютин Запасные: - Кирилл Кропылев                                      |
| Женщины        | - Маргарита Базылюк - Виктория Морозова - София Дзепка Запасные: - Екатерина Ципухина                                     | - Алиса Двоеглазова - Алёна Принёва - Агата Петрова Запасные: - Надежда Понтелеенко                                      |
| Парное катание | - Анастасия Чернышова и Владислав Вильчик - Варвара Черемных и Даниил Бутенко Запасные: - Анна Москалёва и Артём Родзянов | - Кира Доможирова и Илья Вегера - Таисия Щербинина и Артём Петров Запасные: - Алиса Блинникова и Алексей Карпов          |
| Танцы на льду  | - Анна Коломенская и Артём Фролов (К) - Анна Щербакова и Егор Гончаров Запасные: - Елизавета Малеина и Матвей Самохин     | - Екатерина Рыбакова и Иван Махноносов - Милана Кузьмина и Дмитрий Студеникин Запасные: - Арина Горшенина и Илья Макаров |
| Наставники     | - Анна Щербакова | - Елизавета Туктамышева                                                                                                  |
| Итоговый счёт  | 80 | 78 |